# 판타스틱 텔레비전
판타스틱 텔레비전(Fantastic Television Limited, 중국어: 奇妙電視有限公司, HOY)은 1993년 설립된 홍콩의 텔레비전 방송사이다.

## 개요
1993년 방송 시작 이후 100 만명의 가입자 수를 확보하고 있는 유선 전시는 2009년 홍콩 정부의 지상파 방송사의 증설 방침에 따라 기설 아시아 텔레비전 (ATV ) 및 무선전시 (TVB)의 독점 상태를 해소하기 위해 새롭게 지상파 방송사로  '이상한 전원시' '을 설립, [2010년] 1월 15일에 면허 신청를 실시했다.
이상한 전시에서는 방송 면허를 취득하는대로 2012년 [런던 올림픽 (2012년) | 제 30 회 올림픽 런던 대회]를 방송 할 예정도 있었지만 결국 2012년에는 면허 심사 결과는 발표되지 않고 유선 전시에서는 2012년 4월 22일 이상한 전원시에 의한 올림픽 중계 계획은 포기했다고 발표했다.
[2013년]] [[10월 15일] 홍콩 정부에서 면허 심사 결과가 발표 된 이상한 전시가 심사에 통과 한 것이 발표되었다. 향후 1년 이내에 방송 개시 할 예정이며, 정식 면허 발효 3 개월 이내의 방송 개시를 염두에 두고 준비하고 있다. 이미 전속 배우와 스태프와 계약하고 방송 예정 프로그램의 제작도 시작하고 있다.

== 방송 예정 채널 ==
현재 계획하고 있는 3 채널에서 방송 시작시 [광동어]에 따르면 1 파 (이상 1 대)에 의한 방송을 예정하고 있다. 그런 다음 [영어]] 등의 외국어 프로그램을 중심으로 하는 1 파 (이상 2 개)의 방송을 예정하고 있지만, 다른 파 [고화질] 방송의 방송은 미정하고 있다.

## 채널 목록
| 頻道 編號 | 頻道名         | 頻道內容                                         | 廣播制式 | 視訊制式 | 啟播日期 | 相關連結                                   |
| 77        | 香港開電視     | 綜合粵語廣播頻道，提供香港有線新聞、電視劇等     | 數碼廣播 | 高清電視 |          | 香港開電視 보관됨 2020-02-04 - 웨이백 머신 |
| 76        | 香港國際財經台 | 綜合英語廣播頻道，提供英語與非英語新聞、電視劇等 | 數碼廣播 | 高清電視 |          | HKIBC 보관됨 2020-08-04 - 웨이백 머신      |

## 프로그램
다음 줄 (극장 애니메이션 영화와 TV 애니메이션, OVA 포함) 동일한 베이 베이 관대 한 멋진 텔레비전 애니메이션 아웃소싱을 해야 한다.
여기에 관대 한 부모 멋진 TV이다 - (주) 케이블 통신 유한 공사의 더빙 Zo에 관대 한 아웃소싱 애니메이션 프로그램을 완료, 홍콩에서 결코 베이 관대 한 무료 TV 채널, 관대 한 무료 TV 채널을 설립 후, 멋진 TV 베이 베이 운하로 예상된다.
- 텐카이 나이트
- 쥬로링 동물탐정
- 꿈빛 파티시엘
- 절대 가련 칠드런
- 엘리먼트 헌터
- 베리베리 뮤우뮤우
- 미르모 퐁퐁퐁